# Холерные бунты
Холерные бунты — волнения горожан, крестьян и военных поселян в Российской империи во время эпидемии холеры 1830—1831 годов. Причины — недовольство введённым правительством запретом передвижений (карантинами и вооружёнными кордонами) и слухи о том, что лекари и чиновники намеренно травят простой люд, полиция хоронит живых. Поддавшись панике, «возбуждённые толпы громили полицейские управления и казённые больницы, убивали чиновников, офицеров, дворян-помещиков».

## В Севастополе
На фоне слухов о том, что из Азии наступает то ли холера, то ли чума, в Севастополе 15 июня 1830 года взбунтовались мастеровые флотских экипажей. Представители низших слоёв городского населения, включая вооружённых матросов, принялись убивать купцов, которые задирали цены на продовольствие. Умерщвлены были и наиболее одиозные для солдат офицеры, в том числе военный губернатор Н. А. Столыпин. Восставшим удалось удерживать город в течение 5 дней. После подавления мятежа семерых его зачинщиков расстреляли, всего военному суду было предано около 1580 человек, 1000 отправлено на каторгу, 4300 выселено из города.

## В Тамбове
В ноябре 1830 года в Тамбове горожане, возбуждённые слухами о наступлении холеры, разгромили городскую больницу. Поскольку городской голова (купец Байков) скрылся в неизвестном направлении, общаться с народом вышел губернатор И. С. Миронов. Пятитысячная толпа захватила губернатора, которого смогли отбить лишь на другой день конные жандармы. Миронов решил прекратить волнения силой и приказал местному батальону стражи стрелять по толпе, однако служивые отказались выполнить его приказание.
Для усмирения бунта в Тамбов пришлось ввести регулярные войска. Губернский батальон стражи был сослан на Кавказ, восемь зачинщиков волнений были биты шпицрутенами, а двоих осудили на каторгу.

## В Старой Руссе
В 1831 году в военных поселениях Новгородской губернии вспыхнул бунт. Ближайшим поводом к беспорядкам послужила холерная эпидемия. Правительство устраивало карантины, заставляло окуривать заражённые дома и имущество умерших, но народ не верил в целесообразность этих мер; носились слухи, что в карантинах отравляют людей, что доктора и начальство рассыпают по дорогам яд и отравляют хлеб и воду. Рабочие, высланные из Петербурга за участие в холерных беспорядках, своими рассказами о том, как они «кольями выгоняли холеру», возбуждали военных поселян. Действующие батальоны поселённых полков в 1830 году выступили в поход для усмирения Польского мятежа, и в военных поселениях остались только резервные батальоны, в которых 1/3 нижних чинов были из только что поступивших на службу кантонистов, летом 1831 года и эти батальоны выступили из своих округов в лагерь под Княжьим Двором.
Беспорядки начались в городе Старая Русса. Ещё за несколько дней до этого, мещане Старой Руссы и нижние чины квартировавшего в городе военно-рабочего батальона несколько раз задерживали прохожих, заподозренных ими в отравлении воды, и только вмешательство полиции избавляло невиновных от жестоких побоев. Вечером 22 июля (10 июля по старому стилю), по приказанию майора Розенмейера, командира 10-го военно-рабочего батальона, в казармах произвели окуривание и людям пришлось ночевать на открытом воздухе, отчего несколько человек на следующий день заболело. Выслужившийся из солдат поручик военно-рабочего батальона Соколов, желая отомстить майору Розенмейеру за понижение по службе, начал внушать солдатам, что их отравляют.
Вечером следующего дня солдаты рабочего батальона собрались толпой. Проходившего мимо них капитана Шаховского, который не ответил на оклик часового, солдаты схватили и, заподозрив его в рассыпании яда, избили и потащили в город. К солдатам рабочего батальона присоединились мещане. Толпа разбила кабаки, началось избиение фельдшеров и лекарей, первым был убит в своей постели городовой лекарь Вагнер. Старший из остававшихся в городе начальников, генерал от артиллерии Н. И. Мевес, стал убеждать толпу в нелепости толков об отраве; его сначала слушали, но затем стащили с дрожек и разбили ему о мостовую голову. Мятежники разыскали спрятавшегося в дровяном сарае полицмейстера Старой Руссы Манжоса, которого обыватели ненавидели за лихоимство и жестокость, и, подвергнув его истязаниям, убили.
Ночь с 23 на 24 июля
Ночью с 23 на 24 июля толпа солдат и мещан, под предводительством поручика Соколова и городового старосты Солодожникова, разграбила аптеку, присутственные места и квартиры начальствующих лиц, причём несколько офицеров и докторов были задержаны и подвергнуты истязаниям. В ту же ночь беспорядки начались в ближайших к Старой Руссе селениях округа Киевского гренадерского полка; поселяне приводили в город, на расправу, захваченных офицеров. На следующее утро, по требованию мятежников, архимандрит подгороднего монастыря явился с крестным ходом в город, присутствовал при допросе офицеров, задержанных мятежниками, и увещевал их прекратить беспорядки. Мятежники рассадили арестованных по присутственным местам и гауптвахтам, поставили в разных местах города караулы и вечером предполагали казнить арестованных.
Утром 24 июля известие о происшедших в Старой Руссе беспорядках было получено в лагере под Княжьим Двором. Начальник собранных в лагере войск, генерал-майор Н. И. Леонтьев, немедленно отправил на подводах в Старую Руссу батальон, под начальством майора Ясинского, предписав ему захватить зачинщиков бунта. Майор Ясинский прибыл в Старую Руссу ночью на 25 июля, вернул в казармы солдат военно-рабочего батальона, занимавших гауптвахты, разогнал мещан и купцов, собравшихся в городской думе для суда над задержанными офицерами, расставил в городе караулы и послал патрули, но не сделал попытки арестовать зачинщиков мятежа, объясняя свою бездеятельность «недостатком сил», и не освободил задержанных мятежниками офицеров, оставив их даже закованными до следующего утра. Нижние чины военно-рабочего батальона, опасаясь преследования, разбежались по соседним селениям и подняли мятеж в ближайших округах военного поселения (24, 25 и 26 июля). Везде военные поселяне собирались толпами, брались за оружие, хватали своих офицеров, докторов и нелюбимых унтер-офицеров; старались добиться у арестованных признания в том, что они отравляют воду, истязали их семейства; 
несколько человек были при этом убиты. Толпы мятежников приводили арестованных в Старую Руссу на расправу, но майор Ясинский выпроваживал и обезоруживал мятежников и освобождал захваченных ими начальников. Генерал А. Х. Эйлер, начальник резервных батальонов новгородского военного поселения, узнав 24 июля о старорусских событиях, предписал ген. Леонтьеву занять войсками Старую Руссу и поставить караулы по всем дорогам, ведущим в округа поселённых полков, причём приказал «не вдаваться ни в какие действия до его приезда».
25-29 июля
Вечером 25 июля генерал Леонтьев вступил в Старую Руссу с 2 батальонами и 4 орудиями, а вслед за ним в ближайший к городу округ поселённого Киевского полка прибыл и сам ген. Эйлер. Связанный категорическим приказанием генерала Эйлера, генерал Леонтьев ограничился тем, что похоронил тела замученных офицеров и отправил в село Дубовицы к Эйлеру всех задержанных мятежниками; сам Эйлер вызывал к себе в Дубовицы для увещаний поселян округа Киевского гренадерского полка, но не нашёл возможным арестовать зачинщиков мятежа и обезоружить военных поселян, пока не подошли вызванные им подкрепления.
28 и 29 июля вспыхнули беспорядки в округах военного поселения полков 1-й гренадерской дивизии, расположенных в Новгородском уезде по реке Волхов: военные поселяне также хватали своих офицеров и докторов, допрашивали их, истязали и многих из них подвергли мучительной смерти; в некоторых округах мятежники организовали временное управление и отправили депутации в Петербург для доклада Государю об истреблении изменников и отравителей. Узнав об этих беспорядках, генерал Эйлер поспешно выступил из округа Киевского гренадерского полка в Новгород и, потеряв веру в возможность подавления бунта вооружённой силой, доносил в Петербург, что в поселения необходимо прислать новых начальников и только после успокоения поселян мерами кротости и производства суда над схваченными бунтовщиками начальствующими лицами, передать суду зачинщиков мятежа.
30 июля
30 июля начались беспорядки в округах поселения гренадерского принца Павла Мекленбургского и 2-го карабинерного фельдмаршала Барклая де Толли полков. Действия властей, направленные на выявление зачинщиков, были недостаточно энергичными. Из направленных в Старую Руссу подкреплений 31 июля прибыл только один резервный батальон 7-го егерского полка, другой егерский батальон был задержан беспорядками, вспыхнувшими в округах поселённой артиллерии. В Старой Руссе батальоны были расположены биваком на площадях и улицах города, нижние чины отказывались уходить из города в округа военного поселения, куда генерал Леонтьев желал отправить вооружённые команды для подавления беспорядков, — не хотели идти в караул, роптали на переносимые ими лишения. Кроме того, солдаты страдали от зноя, происходили постоянные контакты солдат с населением и они понемногу поддавались влиянию старорусских мещан и поселян соседних округов. Это привело к тому, что 1 августа (20 июля по старому стилю) солдаты одной из частей отказались подчиняться начальству, поддавшись общим паническим настроениям.
2 августа к Старой Руссе из соседних округов военного поселения собрались вооружённые толпы военных поселян. Генерал Леонтьев не решился стрелять в бунтовщиков и они ворвались в город, схватили начальников и начали грабить казённое имущество. Несколько офицеров, в том числе генерал Леонтьев, были убиты. Генерал Эмме был тяжело ранен. Нижние чины резервных батальонов спокойно смотрели на избиение своих начальников, а кантонисты открыто переходили на сторону бунтовщиков. Беспорядки прекратились с наступлением ночи; тогда только оставшийся в городе старшим подполковник Эйсмонт приказал батальону Екатеринославского гренадерского полка занять городские караулы и охранять избитых бунтовщиками начальников. Старорусские беспорядки 2 августа повлекли за собой новые вспышки в округах военного поселения гренадерских полков: Киевского, Московского и Екатеринославского.

### Конец бунта
3 августа кантонисты резервного батальонов были обезоружены и распущены по своим деревням; в округа военного поселения были отправлены вооружённые команды, понемногу восстановлявшие порядок и спокойствие. В округах военного поселения было убито мятежниками и умерло от ран и побоев более 100 офицеров и врачей; остальные начальствующие лица были подвергнуты жестоким истязаниям и только немногим из них удалось скрыться. Из всех округов военного поселения Новгородской губернии беспорядков не было только в округе 1-го карабинерного полка в Медведской волости; начальник этого округа, полковник Тризна, узнав о вспыхнувшем в соседних округах бунте, объявил военным поселянам, что приказано заготовить возможно более сена для кавалерии, идущей из Малороссии в Польшу, и отправился с поселянами на дальние сенокосы, верстах в 30 от с. Медведь, за болотами, где все время беспорядков производилась усиленная работа. По приказанию императора Николая I, граф Орлов объехал в 20-х числах июля округа военного поселения Новгородской губ., везде читал отданный по случаю беспорядков Высочайший приказ и увещевал поселян выдать зачинщиков мятежа.
6 августа в Новгород прибыл сам император Николай I, произвёл смотр войскам новгородского гарнизона и посетил округа поселённых гренадерских полков 1-й дивизии; при посещении гренадерского графа Аракчеева полка государь пожаловал награды учителям и кантонистам Военно-учительского института, которые не выдали своих начальников мятежным поселянам.
Поскольку беспорядки продолжались, то в Старую Руссу был командирован комендант главной квартиры, генерал В. Я. Микулин; он выступил с находившимися в Старой Руссе батальонами в Гатчину, где государь произвёл им смотр. 7 августа (26 июля по старому стилю) в Старую Руссу вновь вошли верные правительству войска, на следующий день по бесчинствующей толпе был открыт огонь.
В итоге 10-й военно-рабочий батальон в полном составе был доставлен в Кронштадт, где особая военно-судная комиссия немедленно назначила наказания нижним чинам по мере участия их в возмущении. В округах военного поселения расследование было начато в первых числах августа; для рассмотрения дела была назначена военно-судная комиссия, под председательством генерала Я. В. Захаржевского. Виновные в беспорядках были разделены судом на 5 разрядов, причём преступники первого разряда, изобличённые в смертоубийстве, были приговорены к наказанию кнутом (от 10 до 45 ударов) и ссылке в каторжную работу, а остальные были приговорены к наказанию шпицрутенами (от 500 до 4000 ударов) и розгами (от 25 до 500 ударов), к отдаче в арестантские роты и отсылке на службу в Сибирский отдельный корпус и в резервные войска; всего было осуждено более 3 тыс. человек, и только 1/4 осуждённых не была подвергнута телесному наказанию. Поздней осенью приговоры суда были приведены в исполнение, причём телесное наказание производилось с такой жестокостью, что около 7 % наказанных шпицрутенами умерли на месте экзекуции.

## В Петербурге

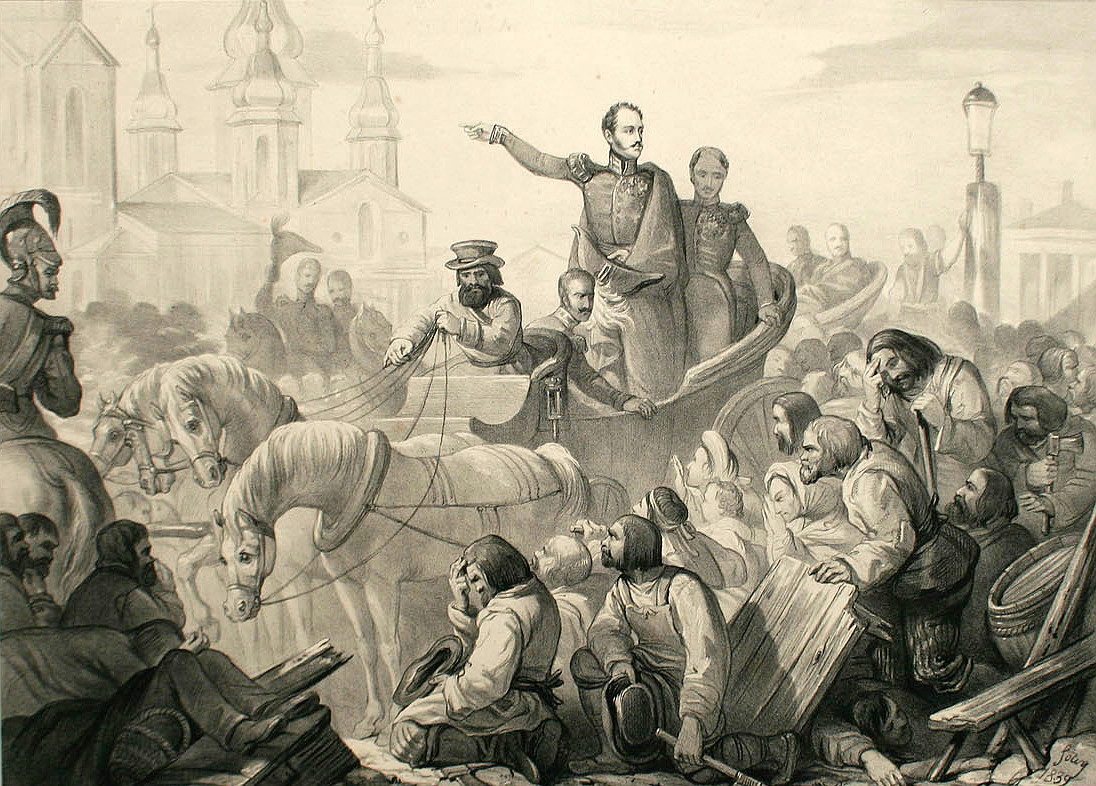
Николай I усмиряет толпу на Сенной площади

Волнения в Петербурге начались 21 июня. В этот воскресный день во всех церквах города совершались крестные ходы и молебны об избавлении от холеры, которые закончились около двух часов пополудни. Вскоре разгоряченная толпа окружила холерный лазарет на Песках (Пески — район Петербурга, ныне 1—8-я Советские улицы). «Толпы увеличивались, и в народе шли толки, что в лазарете морят людей, а не лечат, что полиция хоронит живых, слышались ругательства на докторов и цирюльников».
На Сенной площади Петербурга 22 июня (4 июля) 1831 года произошёл холерный бунт. Толпа, в этот день собравшаяся на рыночной площади, направилась громить центральную холерную больницу. На её усмирение генерал-губернатором Санкт-Петербурга графом П. К. Эссеном были направлены войска: Сапёрный батальон, Измайловский батальон и взвод жандармов. Под дулами солдат бунтовщикам пришлось остановиться, после чего на Сенную площадь приехал император Николай I.
По словам А.Бенкендорфа, «государь остановил свою коляску в середине скопища, встал в ней, окинул взглядом теснившихся около него и громовым голосом закричал: „На колени!“ Вся эта многотысячная толпа, сняв шапки, тотчас приникла к земле. Тогда, обратясь к церкви Спаса, он сказал: „Я пришёл просить милосердия Божия за ваши грехи; молитесь Ему о прощении; вы Его жестоко оскорбили. Русские ли вы? Вы подражаете французам и полякам; вы забыли ваш долг покорности мне; я сумею привести вас к порядку и наказать виновных. За ваше поведение в ответе перед Богом — я. Отворить церковь: молитесь в ней за упокой душ невинно убитых вами“… Толпа благоговейно поклонилась своему царю и поспешила повиноваться его воле».
Этому событию посвящён один из горельефов на памятнике императору.

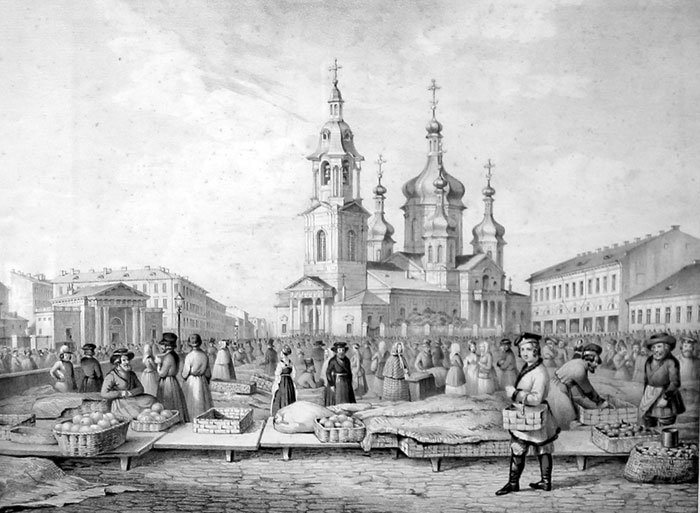
Сенная площадь в середине XIX века

22 июня 1831 года
В час ночи меня разбудили с известием, что на Сенной площади настоящий бунт. Одевшись наскоро, я уже не застал своего генерала: он вместе с Блудовым пошёл на место смятения. Я прошёл до Фонтанки. Там спокойно. Только повсюду маленькие кучки народу. Уныние и страх на всех лицах.
Генерал вернулся и сказал, что войска и артиллерия держат в осаде Сенную площадь, но что народ уже успел разнести один лазарет и убить нескольких лекарей.
23 июня 1831 года
Три больницы разорены народом до основания. Возле моей квартиры чернь остановила сегодня карету с больными и разнесла её в щепы. Завтра Иванов день; его-то чернь назначила, как говорят, для решительного дела.
Полиция, рассказывают, схватила несколько поляков, которые подстрекали народ к бунту. Они были переодеты в мужицкое платье и давали народу деньги.

## В других странах
Аналогичные волнения происходили в сопредельной с Россией Австрийской империи. Особенно пострадало от холеры Закарпатье, где болезнь унесла жизни 56 000 человек. Из-за карантинов крестьяне потеряли возможность выезжать в Венгрию на заработки, что обостряло социально-экономическую ситуацию и усиливало голод. Направленные правительством отряды методически занимались дезинфекцией колодцев хлорной известью, однако невежественные крестьяне подозревали их в отравлении колодезных вод. Всё это спровоцировало беспорядки.
С распространением холеры совпало польское восстание 1830—1831 годов. Госпитали были переполнены как заражёнными, так и ранеными. Болезнь сразила даже главнокомандующего И. И. Дибича. Поскольку холера всегда поражает в первую очередь военные части, европейские газеты беспокоились, что русская армия занесёт в Европу заразу из Азии. Польское восстание, впрочем, было спровоцировано отнюдь не холерой, а известиями о волнениях на западе Европы (Июльская революция, Бельгийская революция и т. д.).